# Borametz

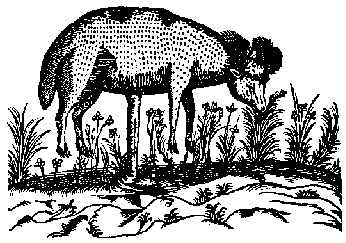
Ilustração do século 17.

Borametz, também conhecido como o cordeiro vegetal da Tartária, polypodium borametz ou polipódio chinês, é uma planta cuja forma é a de um cordeiro, coberta de pelugem dourada. Eleva-se sobre quatro ou cinco raízes; as plantas morrem ao seu redor e ela se mantém viçosa; quando a cortam sai um sulco sangrento. Os lobos se deliciam em devorá-la. Sir Thomas Browne a descreve no terceiro livro da obra "Pseudoxia Epidemica" (Londres, 1646). Em outros monstros se combinam espécies ou gêneros animais; no borametz, o reino vegetal e o reino animal.
Recordemos, a esse propósito, a mandrágora, que grita como um homem quando a arrancam, e a triste selva dos suicidas em um dos círculos do Inferno, de cujos troncos feridos brotam a um só tempo sangue e palavras, e aquela árvore sonhada por Chesterton, que devorou os pássaros aninhados em seus ramos e que, na primavera, deu penas em lugar de folhas.